# Fresse-sur-Moselle
Fresse-sur-Moselle és un municipi francès, situat al departament dels Vosges i a la regió del Gran Est. L'any 2007 tenia 1.906 habitants.

## Demografia

### Població
El 2007 la població de fet de Fresse-sur-Moselle era de 1.906 persones. Hi havia 823 famílies, de les quals 236 eren unipersonals (116 homes vivint sols i 120 dones vivint soles), 311 parelles sense fills, 244 parelles amb fills i 32 famílies monoparentals amb fills.
La població ha evolucionat segons el següent gràfic:
Habitants censats

### Habitatges
El 2007 hi havia 978 habitatges, 830 eren l'habitatge principal de la família, 63 eren segones residències i 85 estaven desocupats. 705 eren cases i 271 eren apartaments. Dels 830 habitatges principals, 596 estaven ocupats pels seus propietaris, 215 estaven llogats i ocupats pels llogaters i 18 estaven cedits a títol gratuït; 5 tenien una cambra, 42 en tenien dues, 137 en tenien tres, 248 en tenien quatre i 397 en tenien cinc o més. 612 habitatges disposaven pel capbaix d'una plaça de pàrquing. A 414 habitatges hi havia un automòbil i a 272 n'hi havia dos o més.

### Piràmide de població
La piràmide de població per edats i sexe el 2009 era:
| Homes | Edats   | Dones |
| ----- | ------- | ----- |
| 0     | 95 o +  | 0     |
| 0     | 90 a 94 | 16    |
| 4     | 85 a 89 | 24    |
| 0     | 80 a 84 | 20    |
| 36    | 75 a 79 | 32    |
| 64    | 70 a 74 | 76    |
| 52    | 65 a 69 | 68    |
| 52    | 60 a 64 | 72    |
| 60    | 55 a 59 | 20    |
| 84    | 50 a 54 | 88    |
| 72    | 45 a 49 | 68    |
| 76    | 40 a 44 | 60    |
| 56    | 35 a 39 | 52    |
| 84    | 30 a 34 | 68    |
| 112   | 25 a 29 | 96    |
| 104   | 20 a 24 | 48    |
| 64    | 15 a 19 | 56    |
| 60    | 10 a 14 | 44    |
| 76    | 5 a 9   | 60    |
| 76    | 0 a 4   | 68    |

## Economia
El 2007 la població en edat de treballar era de 1.213 persones, 861 eren actives i 352 eren inactives. De les 861 persones actives 755 estaven ocupades (446 homes i 309 dones) i 108 estaven aturades (47 homes i 61 dones). De les 352 persones inactives 121 estaven jubilades, 88 estaven estudiant i 143 estaven classificades com a «altres inactius».

### Ingressos
El 2009 a Fresse-sur-Moselle hi havia 832 unitats fiscals que integraven 1.948,5 persones, la mediana anual d'ingressos fiscals per persona era de 15.551 €.

### Activitats econòmiques
Dels 91 establiments que hi havia el 2007, 4 eren d'empreses extractives, 1 d'una empresa de fabricació de material elèctric, 11 d'empreses de fabricació d'altres productes industrials, 23 d'empreses de construcció, 21 d'empreses de comerç i reparació d'automòbils, 3 d'empreses de transport, 4 d'empreses d'hostatgeria i restauració, 4 d'empreses financeres, 1 d'una empresa immobiliària, 9 d'empreses de serveis, 5 d'entitats de l'administració pública i 5 d'empreses classificades com a «altres activitats de serveis».
Dels 33 establiments de servei als particulars que hi havia el 2009, 1 era una oficina de correu, 1 funerària, 5 tallers de reparació d'automòbils i de material agrícola, 1 taller d'inspecció tècnica de vehicles, 2 paletes, 2 guixaires pintors, 11 fusteries, 5 lampisteries, 1 electricista, 1 perruqueria, 2 restaurants i 1 saló de bellesa.
Dels 7 establiments comercials que hi havia el 2009, 2 eren supermercats, 1 una peixateria, 2 botigues de roba, 1 una sabateria i 1 una botiga d'electrodomèstics.
L'any 2000 a Fresse-sur-Moselle hi havia 13 explotacions agrícoles.

## Equipaments sanitaris i escolars
L'únic equipament sanitari que hi havia el 2009 era una farmàcia.
El 2009 hi havia 1 escola maternal i 1 escola elemental.

## Poblacions properes
El següent diagrama mostra les poblacions més properes.